# مستشفى البيروني الجامعي
أحدث مستشفى البيروني الجامعي بموجب القانون رقم /32/ تاريخ 19/6/2006، وهي المشفى التخصصي الذي يقوم بمعالجة الأورام حيث يقدم الخدمات التشخيصية والعلاجية والمتابعة للحالات الورمية بشكل مجاني للمواطنين حاملي الجنسية السورية ومن في حكمهم، بالإضافة إلى الخدمات التعليمية في تدريب الكوادر الطبية والتمريضية.

## ارقام واحصائيات عن المشفى
- - يستقبل المشفى حوالي 70%من مرضى الأورام في سوريا بما يعادل حوالي13000حالة جديدة في العام. تزداد حوالي15-20% في كل عام.
- - تبلغ المراجعات السنوية للمشفى حوالي 150الف حالة من مختلف الأنواع.
- - يراجع المشفى يوميا حوالي800 إلى 1200 مريض يتلقون كامل علاجاتهم في المعالجة الجراحية الشعاعية والكيماوية.
- - يستقبل المشفى في جزء منه أيضاً بعض المرضى غير السوريين من الدول المجاورة (العراق- الأردن- لبنان - وبعض الدول العربية الأخرى) بمعالجات مأجورة وفق الحدود الدنيا من الأسعار ويعود ريعها كحوافز للعاملين في المشفى.
- - يتعاون المشفى مع بعض الجمعيات الأهلية في سوريا من خلال جناح بسمة لعلاج أورام الأطفال في المشفى.
- - تنفرد المشفى بوجود مركز بحثي علمي يعنى بدراسة الأورام في سوريا ويجري كل عام عدد من البحوث العلمية باختصاصات مختلفة يقدمها أطباء الدراسات العليا والأطباء الأخصائيين في المشفى عن طريق قسم الأورام التابع ل جامعة دمشق.
- - يقيم المشفى ندوات علمية مختصة بالأورام بشكل شهري بالتعاون مع جامعات عالمية وعربية وجمعيات وروابط طبية مختلفة، ويرتبط المشفى بعلاقات علمية وتعاون تبادل مع بعض الجامعات والمراكز العالمية المختصة بالأورام.

## أقسام المشفى
- شعبة الأورام الصلبة
- شعبة المعالجة الشعاعية
- شعبة الأورام الجراحية
- شعبة خباثات الدم
- شعبة أورام الأطفال
- شعبة الأمراض الداخلية
- شعبة التخدير والإنعاش
- شعبة التشخيص الشعاعي
- شعبة المخبر
- شعبة التشريح المرضي

## العيادات الخارجية في المشفى
- العيادة المشتركة
- عيادة أورام الثدي
- عيادة الساركوما
- عيادة الأورام النسائية
- عيادة أورام جهاز الهضم
- عيادة أورام الرئة
- عيادة الرأس والعنق
- عيادة أورام الجهاز البولي
- عيادة أورام الأطفال
- عيادة أورام الدم
- عيادات جراحة الأورام
- العيادة الهضمية
- العيادة العينية
- العيادة الأذنية
- العيادة الفكية
- العيادة الصدرية
- العيادة القلبية
- العيادة الجلدية
- عيادة الدعم الطبي والإرشاد النفسي

## الأجهزة الطبية المتوفرة
تحتوي المشفى أحدث التجهيزات الطبية في المعالجة الإشعاعية والتشخيص الإشعاعي (أجهزة الكوبالت. المسرع الخطي. ألغاما كاميرا. الطبقي المحوري. المحوري. المرنان) وكافة ما يحتاجه المرضى من الأجهزة التشخيصية والعلاجية والمخبرية.